# TopHit
TopHit (рус. ТопХит) — интернет-платформа, осуществляющая мониторинг радиоэфира, тестирование и распространение новых песен на радио, публикацию чартов радио и интернета, сбор донатов для исполнителей. Постоянными пользователями и партнёрами TopHit являются более 5700 исполнителей, музыкальных групп, диджеев, а также десятки рекорд-лейблов, включая Warner Music Group, Universal Music Group, Sony Music Entertainment, BMG Entertainment, Black Star, Velvet Music и другие.
В настоящее время на радиостанции через TopHit, наряду с совершенно новыми песнями, рассылается более 90 % радиохитов и более 60 % хитов YouTube и Spotify. Сервисы платформы доступны 1070 радиостанциям и 75 телеканалам в 38 странах мира, включая Россию, Украину, страны СНГ и Европы, Ближнего Востока, США и Канаду. Еженедельная аудитория вещателей-партнёров TopHit превышает 200 миллионов слушателей и зрителей. TopHit часто используется в качестве источника данных о популярности того или иного исполнителя на территории России и стран СНГ. Universal Music назвала TopHit самым авторитетным сайтом, занимающимся мониторингом радиоэфира России. Эксперты указывают, что TopHit в первую очередь является профессиональным инструментом для музыкантов, издателей и вещателей, и лишь затем продуктом для массовой аудитории.
В рамках ежегодной церемонии собственной музыкальной премии Top Hit Music Awards проект отмечает лучших исполнителей на радио, в YouTube и на Spotify, а также самые популярные хиты радиоэфира и интернета.

## Принципы работы
TopHit — платформа-агрегатор, дистрибьютор, промоутер цифрового музыкального контента. Авторы, исполнители, продюсеры, рекорд-лейблы, загружают на TopHit свои новые произведения, фонограммы и видеоклипы. Радиостанции, телеканалы тестируют новинки, скачивают те из них, которые считают перспективными для своего эфира и затем ставят в ротацию. Представители лейблов с помощью TopHit отслеживают появление новых произведений, треков, их исполнителей и авторов, с самыми интересными из которых затем заключают контракты.
TopHit с помощью собственного сервиса TopHit Spy в режиме 24/7 отслеживает эфиры радиостанций-партнёров и формирует ротационную статистику. На основе этой статистики публикуются сводные радиочарты. Также на платформе публикуются чарты YouTube и Spotify. Детализированные ротационные данные по каждому треку TopHit предоставляет правообладателям — артистам, авторам, музыкальным издательствам, рекорд-лейблам.

### Формирование контентной базы TopHit
Производители и правообладатели музыкального контента после своей регистрации на TopHit загружают на платформу свои новые произведения, фонограммы, музыкальные клипы. Контентная база TopHit сосредоточена в разделах Музыкальные Новинки (600—800 успешно протестированных новинок последних 2 месяцев) и Золотые Хиты (более 200,000 радиохитов последних 30 лет). Около 60 % этих песен — англоязычные, оставшиеся исполняются на русском, испанском, немецком, румынском, украинском, корейском и других языках.
В настоящее время правообладатели (авторы, исполнители, группы, диджеи, рекорд-лейблы) ежедневно загружают на TopHit до 5 новых видеоклипов для телеканалов и 25-30 новых песен. Новинки, успешно прошедшие тестирование, становятся доступны для скачивания радиостанциям-партнёрам TopHit и встают в радиоротацию.

### Тестирование новых песен
С 2009 года на TopHit введено онлайн-тестирование всех музыкальных новинок. Тестирование выполняют представители радиостанций, телеканалов, стриминговых платформ, рекорд-лейблов радиостанций-партнёров TopHit путём прослушивания и оценки демоверсий песен. В зависимости от тестовой оценки трека принимается решение о его дальнейшем размещении на TopHit и продвижении на радио. С 2021 года тестирование стало непрерывным (предварительное тестирование до появления песни в эфире и последующее эфирное тестирование), текущий рейтинг каждого трека измеряется по 10-балльной шкале, степень соответствия формата тестируемого трека и тестера учитывается автоматически. Сама процедура тестирования состоит из прослушивания короткой версии нового трека и последующего выставления лайка (нравится) либо дизлайка (не нравится). При формирования рейтинга трека TopHit учитывает параметры песни и той радиостанции / лейбла, которые её оценивают. В итоге после 2-3 суток тестирования у каждого трека формируется рейтинг по 10-балльной шкале (10 факторов, имеющих разный вес).
Цель тестирования — помочь авторам, исполнителям и правообладателям объективно оценить потенциал своих хитов ещё до релиза и отобрать для дальнейшего продвижения те из них, которые получили наилучший отклик/рейтинг профессионалов музыкальной индустрии и медиа. При этом все предварительные рейтинги песен на TopHit имеют ограниченный «срок годности». Баллы, которые получает трек в ходе предварительного (доэфирного) тестирования, подвергаются «инфляции», обесцениваются со временем. Если в течение 6 месяцев после тестирования трека на TopHit он по каким-то причинам не попал в ротацию на радио и не «выстрелил» в интернете, его «тестовый» рейтинг обнуляется. И в дальнейшем рейтинг будет расти только при накоплении треком эфиров на радио, просмотров и стримов в Интернете. Одновременно у каждой песни, попавшей в эфир и на стриминговые площадки, накапливаются «эфирные» и «просмотровые» баллы. Поэтому самые высокие рейтинги в итоге оказываются у треков, которые собрали наибольшее количество радиоэфиров, просмотров на YouTube и прослушиваний на Spotify.

### Дистрибуция песен, продвижение артистов
Перспективные треки радиостанции скачивают, добавляют в свои музыкальные базы и ставят в ротацию. Авторы, артисты, лейблы видят детализированную статистику по активности радиостанций в отношении их контента. Представители лейблов с помощью чартов и музыкальной статистики TopHit отслеживают появление интересных музыкальных новинок и новых исполнителей и связываются с представителями артистов для обсуждения взаимодействия.

### Мониторинг эфира TopHit Spy
С 2003 по 2016 год статистика, на основе которой TopHit считал и публиковал радиочарты, строилась на эфирных отчётах, еженедельно отправляемых на TopHit самими радиостанциями. Анатолий Вейценфельд и Михаил Сергеев из журнала «Звукорежиссёр» писали, что таким образом, «в рамках этого проекта организована обратная связь с вещателями, что позволяет получать статистические данные о трансляции произведений в эфире».
В 2017 году TopHit подключил цифровые многоканальные тюнеры и запустил отдельный эфирный мониторинг в Москве, Санкт-Петербурге и в Киеве, а для распознавания плейлистов радиостанций начал использовать систему audio recognition. Наряду с этим использовалась система считывания метаданных в интернет-зеркалах FM-радиостанций. C 2019 года TopHit использует собственную систему распознавания треков в аудиопотоках Top Hit Spy. Автоматическая система мониторинга радиоэфира для определения наиболее часто звучащих песен TopHit Spy в режиме 24/7 в реальном времени отслеживает эфиры более 2500 радиостанций в 45 странах мира, а также собирает стриминговую статистику Spotify и YouTube. Благодаря данным, собираемым TopHit Spy, авторам, исполнителям, правообладателям на TopHit доступна детализированная эфирная и стриминговая статистика по их произведениям и фонограммам а также сводные эфирные и стриминговые чарты.

### Система сбора донатов TopHit Pay
Фаны артистов могут их поддержать, отправляя через TopHit донаты, которые зачисляются на счёт исполнителя на платформе и могут быть использованы в дальнейшем для продвижения артиста и его творчества.

### Музыкальные чарты Top Hit
На основе собираемых данных TopHit публикует эфирные и стриминговые чарты для США, Великобритании, Испании, Германии, Польши, Литвы, Латвии, Эстонии, России, Беларуси, Казахстана, Украины, Молдовы, Румынии. Кроме этого TopHit публикует глобальный эфирный чарт, в котором отражена эфирная статистика по всем 45 странам операционной деятельности TopHit, а также глобальные чарты YouTube и Spotify.
По видам медиа, статистика которых используются для построения чартов, чарты на TopHit подразделяются на радиочарты, чарты YouTube, чарты Spotify и чарт All Media, для составления которого используется и эфирная, и стриминговая статистика. Позициями во всех чартах выступают либо треки/клипы (чарт синглов) либо исполнители (исполнительский чарт). По периодичности обновления все чарты на TopHit делятся на недельные, месячные, квартальные, годовые и чарты десятилетий. Пользователям TopHit по подписке также доступны отчёты (чарты) отдельных радиостанций, чарты содержащие не 100, а 500 позиций, а также чарты за периоды, которые ещё не закончились, чарты за текущую неделю, месяц, год. Раздел TopHit «Золотые хиты» (музыкальный архив) оформлен как сводный чарт самых популярных синглов XXI века.
Итоговые годовые чарты TopHit обычно получают освещение в прессе.

#### Рекордсмены чартов TopHit
- Дима Билан и Дэвид Гетта являются самыми популярными исполнителями в эфире радиостанций-партнёров TopHit. По состоянию на 1 января 2022 года хиты каждого из них прозвучали в эфире более 30 миллионов раз.
- Певица Ёлка является самой популярной на радио исполнительницей — её песни прозвучали в эфире более 28 миллионов раз.
- Самый часто исполняемый хит на радио также принадлежит Ёлке — песня «Прованс» с 2010 года прозвучала в эфире более 4 миллионов раз.
- Ёлка дважды возглавляла годовой исполнительский радиочарт TopHit — в 2012 и в 2017 году.
- Этот рекорд повторил Макс Барских, также дважды возглавив годовой радиочарт TopHit — в 2019 и в 2020 году.
- Максу Барских принадлежит ещё один рекорд — его хит «Лей, не жалей» в 2020 году 16 недель подряд возглавлял радиочарт TopHit.
- Видеоклип группы «Грибы» стал самым просматриваемым хитом в России в 2010-е годы. Он 21 неделю возглавлял чарт YouTube Russia и собрал в России более 200 миллионов просмотров.
- Самым просматриваемым клипом 2020-х стал видеоклип «Ягода-малинка» российского исполнителя Хабиба Шарипова, который оставался хитом № 1 российского чарта YouTube в течение 39 недель, общее количество просмотров в России превысило 200 миллионов.
- В 2007 году МакSим стала первым и единственным исполнителем за всю историю TopHit, чьи 4 песни («Отпускаю», «Знаешь ли ты», «Ветром стать», «Мой рай») последовательно занимали 1-ю строчку радиочартов TopHit в течение календарного года[15].

## Проекты TopHit

### Теле-/радио-шоу Top Hit Chart
На основе данных портала в эфире телеканала Муз-ТВ c 2010 по 2013 год выходила телевизионная программа «Top Hit Чарт», в которой представлялось тридцать наиболее популярных на радио России и СНГ песен. По данным сайта Advertology.ru передача входила в топ-10 самых популярных на телевидении музыкальных телепрограмм, со средней долей в 3,7 % и рейтингом в 0,7 %.
В настоящее время русскоязычная версия программы еженедельно выходит в эфире более 50 радиостанций России и стран бывшего СССР. В число её ведущих в разное время входили Ева Польна, Анита Цой, Гарик Бурито, Нюша, Анна Плетнёва. В настоящее время программу попеременно ведут Тимур Родригез, Митя Фомин, Хабиб Шарипов. Украиноязычную версию чарта, выходящую с ноября 2021 года, ведут Jerry Heil, Артём Пивоваров и другие звёзды украинской поп-музыки.

### Концерты Top Hit Live!
Ежегодные концерты с участием лидеров рейтинга и других звёзд российской эстрады (с 2005 г.).

### Музыкальная премия Top Hit Music Awards

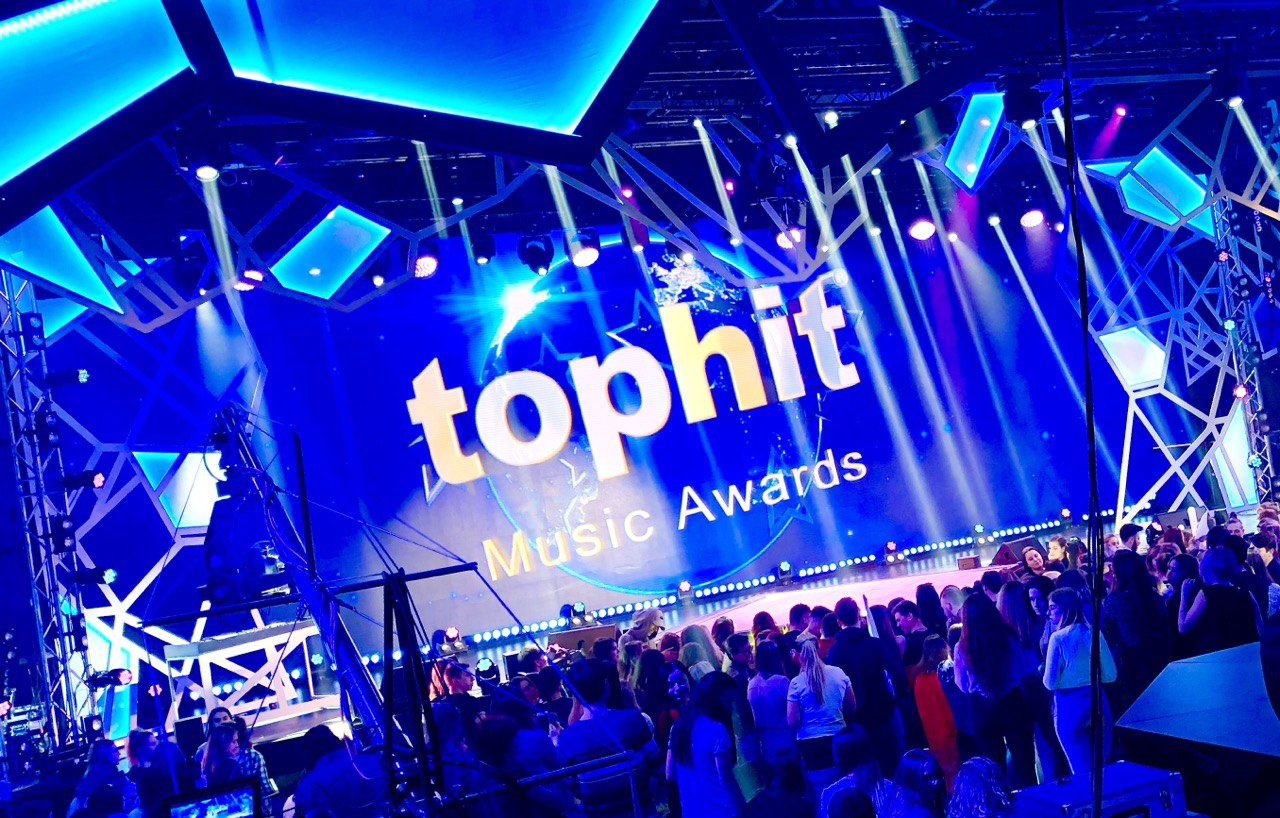
Сцена премии Top Hit Music Awards

Top Hit Music Awards — музыкальная премия, ежегодно вручаемая TopHit исполнителям самым популярных на радио и в интернете хитов, а также авторам песен, продюсерам и выпускающим рекорд-лейблам. В России награды вручаются в ходе ежегодных церемоний, проходящих в Москве.
Певица Ёлка охарактеризовала премию так: «Есть музыкальные премии имиджевые, это не плохо — это прекрасно, но все они так или иначе немного субъективны, потому что там принимает решение какая-то группа людей. А TopHit — это чистая статистика, тем она и прекрасна. Потому что она не подлежит никаким сомнениям, это просто статистический срез, это факты, против которых не попрешь. Это сугубо профессиональная премия, и получать её — это значит отмечать успехи свои и успехи своей команды». В 2020 году Ёлка была отмечена специальной наградой TopHit — «артист десятилетия», — поскольку, по данным TopHit, «за последние 10 лет её песни прозвучали в эфире различных радиостанций более 19 миллионов раз».
В рамках ежегодных церемоний Top Hit Music Awards легендарные артисты и создатели популярных радиохитов включаются в «Зал славы» Top Hit Hall of Fame. Радиостанции-партнёры TopHit ежегодно определяют голосованием 10 номинантов. Действующие участники «Зала славы» тайным голосованием выбирают двух самых, по их мнению, достойных, которые и становятся новыми участниками «звёздного клуба».

## История

### 1990-е
- Прообразом TopHit стал проект «Диалог» Кима Брейтбурга, Евгения Фридлянда и Вадима Ботнарюка по поиску и продвижению молодых исполнителей через региональные радиостанции. Каждая из 50 радиостанций-участников «Диалога» представляла на суд многомиллионной аудитории две песни «своего» локального артиста. После полугода ротации слушатели каждой станции голосованием определяли лучшие песни и артистов. Самые известные «выпускники» «Диалога» — Николай Трубач, Константин и Валерий Меладзе. Программными директорами радиостанций-участниц «Диалога», — «Крым Радио Рокс» из Севастополя и «Радио Set» из Николаева, — были будущие основатели TopHit Игорь Краев и Вадим Ботнарюк.

### 2000-е
- 2002, июль-август — Игорь Краев при участии Вадима Ботнарюка придумал систему онлайн-рассылки музыкальных новинок на региональные радиостанции. Прототип платформы с осени 2002 года проходил испытания на поддомене radio.ars-records.ru рекорд-лейбла «АРС-Рекордз».
- 2003, 27 марта — Игорь Краев и Вадим Ботнарюк на домене mp3fm.ru запускают новую платформу онлайн-рассылки песен на радиостанции; партнёрами mp3fm.ru становятся более 50 региональных радиостанций России и стран СНГ, десятки молодых артистов и даже звёзды российской поп-музыки, в частности, Алёна Свиридова, Владимир Кузьмин, Леонид Агутин, Алла Пугачёва, Мурат Насыров, Илья Лагутенко.
- 2003, 1 ноября — попытка рейдерского захвата платформы через получение контроля над доменом mp3fm.ru, работа сайта останавливается.
- 2003, 3 ноября — Игорь Краев регистрирует домен tophit.ru и сервис перезапускается на tophit.ru.
- 2003, ноябрь — TopHit начинает публиковать еженедельно обновляемый радиочарт Weekly General Airplay Top Hit 100, который позволяет отслеживать статистику выхода в эфир популярных хитов.
- 2003, ноябрь — партнёром TopHit становится первая крупная сетевая радиостанция — «Русское Радио Украина».
- 2004, январь — впервые опубликован месячный декабрьский чарт Top Radio Hits и годовой чарт радио синглов; по данным TopHit лучшим треком 2003 года на радио в России и странах СНГ стала песня «Океан и три реки» в исполнении Валерия Меладзе и группы ВИА Гра.
- 2004, 13 февраля — партнёром TopHit становится крупнейшая российская радиосеть «Европа плюс», к которой в скором времени присоединяются и другие ведущие московские радиовещатели — Авторадио, Русское Радио, Love Radio, Maximum, Наше Радио и другие.
- 2004, апрель — состоялся первый живой концерт TopHit Live! 2004 с участием звёзд российской эстрады.
- 2005, январь — впервые опубликован итоговый (за 2004 год) радиочарт самых популярных хитов и годовой исполнительский чарт. Лучшими артистами 2004 года на радио TopHit назвал Ираклия, Глюкoz’у, группы Hi-Fi и Uma2rman, а хитом года стала «Вика» группы Корни.
- 2005, 20 апреля — партнёром TopHit становится рекорд-лейбл Sony Music Entertainment, к которому позже присоединяются Universal Music (26.07.2005) и Warner Music (20.10.2005).
- 2005, декабрь — число радиостанций-партнёров TopHit достигло 350, партнёрами TopHit в течение 2005 года также стали крупнейшие радиосети России и стран СНГ: Авторадио, DFM, Юмор FM, Дорожное радио, Русское радио, Наше радио, Love радио и др.
- 2006, январь — впервые публикуются отдельные годовые чарты русскоязычных радиохитов и исполнителей; самыми популярными исполнителями 2005 года стали Братья Грим, Uma2rman, Валерия и Дима Билан, а треком года на радио стала песня «С чистого листа» Дмитрия Маликова.
- 2006, февраль — количество радиостанций-партнёров TopHit достигло 400, а число московских радиостанций-участников чарта TopHit достигло 18.
- 2007, март — TopHit получил премию им. А. Попова «за большой вклад в развитие русскоязычного радиовещания за рубежом».
- 2007, июнь — запуск онлайн-дистрибуции музыкальных видеоклипов для телеканалов.
- 2008, 19 января — скончался Вадим Ботнарюк; причиной его смерти стали тяжёлые травмы, причинённые неизвестными преступниками вечером, 15 января, во дворе дома в Москве, где проживал один из основателей TopHit.
- 2008, июнь — правообладатели получают возможность самостоятельно загружать на TopHit свой контент.
- 2009, февраль — запуск системы предварительного онлайн-тестирования новых песен музыкальными редакторами радиостанций, лейблами и самими артистами.

### 2010-е
- 2010, февраль — TopHit регистрирует свою торговую марку на Украине и запускает сервис на домене tohit.ua.
- 2010, март — вся новая музыка стала доступна радиостанциям-партнёрам TopHit в несжатом формате .wav.
- 2010, октябрь — начало производства и дистрибуции радио- и телепрограммы «Top Hit Чарт», часового хит-парада лучших песен недели.
- 2011, январь — впервые опубликованы раздельные итоговые радиочарты TopHit России и Украины.
- 2011, февраль — впервые представлен годовой доклад о ситуации в радиоэфире России и стран СНГ[22], составленный Игорем Краевым по итогам анализа годовой эфирной статистики TopHit.
- С 2013 года ежегодно проходит церемония вручения музыкальных премий Top Hit Music Awards Russia, где отмечаются наивысшие достижения артистов, авторов и рекорд-компаний в радиоэфире и в интернете. Легендарные российские исполнители, авторы и продюсеры становятся участниками «Зала славы TopHit» — Top Hit Hall Of Fame.
- 2013, сентябрь — TopHit переводит фонотеку платформы с американской радиоформатной сетки, включающей форматы Contemporary Hit Radio (CHR), Adult Contemporary (AC), Hot AC, Urban и т. д., на более простую систему форматов, таких как Pop, Dance, Rock, Rap, Jazz и т. д.
- 2015, январь — запущена версия 3.0 платформы TopHit.
- 2015, март — TopHit заключает партнёрское соглашение с Google и начинает публикацию чарта YouTube Russia и чарта Radio & YouTube Russia.
- 2016, январь — TopHit впервые эксклюзивно опубликовал чарты YouTube Russia за 2015 год — исполнительский и чарт видеоклипов, а также сводные годовые чарты Top 100 Radio & YouTube Artists Russia, Top 200 Radio & YouTube Hits Russia.
- 2017, июль — TopHit запускает собственную систему мониторинга радиоэфира и телеграм-бот TopHit Spy, позволяющие отслеживать появление хитов в эфире более чем 800 радиостанций в реальном времени.
- 2019, январь — число радиостанций-партнёров TopHit впервые превысило 1000, география работы платформы расширилась до 30 стран Европы, Азии, Ближнего Востока и США.
- 2019, апрель — начал работать рекорд-лейбл TopHit.

### 2020-е
- 2020, апрель — впервые наградами Top Hit Music Awards Ukraine отмечены лучшие исполнители, авторы и рекорд-лейблы Украины.
- 2020, май — запущена система TopHit Pay, позволяющая пользователям TopHit отправлять артистам донаты (пожертвования).
- 2021, март — TopHit становится партнёром Spotify по публикаци чартов этой стриминговой платформы.
- 2021, сентябрь — апгрейд алгоритмов тестирования новинок на TopHit. Все песни ранжируются по 10-балльной шкале, на рейтинг трека влияют десятки факторов, в том числе накопленные песней радиоэфиры и стримы.
- 2021, ноябрь — TopHit опубликовал 1-й выпуск программы Top Hit Chart Ukraine. Ведущими первых выпусков стали Jerry Heil, Артём Пивоваров, MamaRika, Анна Тринчер и другие украинские звёзды.
- 2022, 30 июля — Игорь Краев выкупил домен tophit.com.
- 2023, март — презентация обновлённого портала на домене tophit.com[23]. Был произведён редизайн, обновлено меню и функционал сервиса, новая версия сайта стала мобильно-ориентированной.
- 2023, 29 августа — в Москве прошла юбилейная, 10-я, церемония Top Hit Music Awards, в рамках которой также отмечалось 20-летие TopHit.
- 2024, май — расширение списка стран, для которых публикуются чарты. В этот список вошли США, Великобритания, Испания, Германия, Польша, Литва, Латвия, Эстония, Румыния, Молдова, Украина, Россия, Беларусь и Казахстан. Начало публикации глобального радиочарта и All Media-чарта, основанного на ротационной данных от более чем 2500 радиостанций из 45 стран мира и глобальной стриминговой статистике Spotify и YouTube.

## Оценка деятельности
Эксперты информационного холдинга InterMedia Евгений Сафронов и Алексей Мажаев в 2012 году высказывали мнение, что чарты, формируемые компанией, не могут отражать полную картину популярности артистов на территории России, так как TopHit, наряду с Moskva.FM, занимается исследованием радиоаудитории. Тем не менее, эксперты относили хит-парады портала к категории профессиональных.
Борис Барабанов также отмечал, что деятельность портала более известна профессионалам в музыкальной индустрии, нежели широкой публике. «Один из самых продуктивных ресурсов, основанных на принципе чарта, — TopHit. Это достаточно авторитетный в профессиональных кругах механизм, позволяющий создателям произведений размещать их на сайте для скачивания радиостанциями. Станции же, скачав трек, отчитываются, попал ли он в эфир и насколько сильно востребован, если попал. Модель TopHit считается на рынке очень эффективной», — писал автор. Гуру Кен называл TopHit лидером в сегменте предоставления медиа-контента для радиоэфира. Анастасия Маркина в журнале «Компания» также описывала портал как лидера в своём сегменте рынка и отмечала: «TopHit собрал под своё крыло более 400 радиостанций, а также более 60 телеканалов. С другой стороны, с порталом работают более тысячи правообладателей, среди которых большинство ре́корд-компаний, включая музыкальных мейджоров: Sony Music, Universal Music, Warner Music и EMI/Gala Records» (к 2020 году число правообладателей-партнёров превысило 5000).
Дмитрий Коннов, генеральный директор Universal Music Russia, в лекции для слушателей RMA (курс лекций для профессионалов в сфере музыкального бизнеса), рассказывая о перспективах продвижения русскоязычной музыки упоминал, что «если вас привлекает именно широкая популярность, то я посоветовал бы вам играть русскоязычную музыку и продвигать русскоязычных артистов, не заглядываться на Billboard, а присматриваться попристальнее к TopHit».
В 2007 году проект получил отраслевую премию Попова «за большой вклад в развитие русскоязычного радиовещания за рубежом». В 2010 году итоговые данные портала за 2009 год стали источником в определении номинантов на премию «Бог эфира» (музыкальная версия премии Попова в области радиовещания).
С 2003 по 2016 год статистика, на основе которой TopHit считал и публиковал радиочарты, строилась на эфирных отчётах, еженедельно отправляемых на TopHit самими радиостанциями. Анатолий Вейценфельд и Михаил Сергеев из журнала «Звукорежиссёр» писали, что таким образом, «в рамках этого проекта организована обратная связь с вещателями, что позволяет получать статистические данные о трансляции произведений в эфире».